# Rete tranviaria di Vitoria
La rete tranviaria di Vitoria, definita commercialmente Euskotren Tranbia, è la rete tranviaria che serve la città di Vitoria.

## Storia
Il primo tronco entrò in servizio il 23 dicembre 2008. In seguito la rete venne progressivamente estesa.

## Caratteristiche
La linea è lunga 8 km e si compone di due linee. I binari sono a scartamento metrico